# Comuna Gruia, Mehedinți
Gruia este o comună în județul Mehedinți, Oltenia, România, formată din satele Gruia (reședința), Izvoarele și Poiana Gruii.

## Demografie
Componența etnică a comunei Gruia
     Români (51,2%)
     Romi (40,4%)
     Alte etnii (8,39%)
Componența confesională a comunei Gruia
     Ortodocși (75,5%)
     Penticostali (11,15%)
     Alte religii (4,96%)
     Necunoscută (8,39%)
Conform recensământului efectuat în 2021, populația comunei Gruia se ridică la 2.824 de locuitori, în scădere față de recensământul anterior din 2011, când fuseseră înregistrați 3.030 de locuitori. Majoritatea locuitorilor sunt români (51,2%), cu o minoritate de romi (40,4%). Din punct de vedere confesional, majoritatea locuitorilor sunt ortodocși (75,5%), cu minorități de penticostali (11,15%) și altele (3,33%), iar pentru 8,39% nu se cunoaște apartenența confesională.

## Politică și administrație
Comuna Gruia este administrată de un primar și un consiliu local compus din 11 consilieri. Primarul, Teofil Muistu[*], de la Partidul Social Democrat, este în funcție din 1 noiembrie 2024. Începând cu alegerile locale din 2024, consiliul local are următoarea componență pe partide politice:
|  | Partid                    | Consilieri | Componența Consiliului | Componența Consiliului | Componența Consiliului | Componența Consiliului | Componența Consiliului | Componența Consiliului | Componența Consiliului | Componența Consiliului | Componența Consiliului |
|  | ------------------------- | ---------- | ---------------------- | ---------------------- | ---------------------- | ---------------------- | ---------------------- | ---------------------- | ---------------------- | ---------------------- | ---------------------- |
|  | Partidul Social Democrat  | 9          |                        |                        |                        |                        |                        |                        |                        |                        |                        |
|  | Partidul Național Liberal | 2          |                        |                        |                        |                        |                        |                        |                        |                        |                        |